# Izmir Air Base
Die Izmir Air Base, auch Izmir Air Station (Izmir AS) genannt, ist eine militärische Einrichtung nahe der Stadt Izmir an der Westküste der Türkei. Sie wird von den USA und der NATO genutzt und dient als Stützpunkt für verschiedene militärische und logistische Aufgaben in der Region.
Das NATO Allied Land Command mit Sitz in Izmir ist das zentrale Landoperationen-Hauptquartier der Allianz und übernimmt erweiterte Aufgaben zur Koordination und Führung von Landstreitkräften. Die geografische Lage der Türkei an der Schnittstelle von drei Kontinenten macht die Basis strategisch wichtig für NATO-Operationen und regionale Sicherheit.

## Lage und Infrastruktur
Die Izmir Air Base befindet sich etwa 15 Kilometer nördlich von Izmir, nahe der ehemaligen Çiğli Air Base, die heute von der türkischen Luftwaffe genutzt wird. Der zivile Flughafen Izmir-Adnan Menderes liegt rund 18 Kilometer südlich der Stadt und ist von der militärischen Infrastruktur getrennt.

## Geschichte
Die US-Nutzung der Izmir Air Base begann in den frühen 1950er Jahren im Rahmen der NATO-Allianz. 1952 wurde die Allied Land Forces Southeastern Europe aktiviert, und 1953 stationierte sich die Sixth Allied Tactical Air Force in der Region. Zur Unterstützung dieser Einheiten wurde 1955 die 7266th Support Squadron in Izmir aktiviert, die später in die 425th Air Base Squadron umbenannt wurde.
In den folgenden Jahren erfolgten Modernisierungen der Infrastruktur, darunter Verbesserungen bei Wasser- und Stromversorgung sowie der Treibstofflagerung. 1966 übernahm die Izmir Air Base die volle Verantwortung für die Unterstützung der US- und NATO-Einheiten in der Region, nachdem die nahegelegene Çiğli Air Base in den Standby-Modus versetzt wurde. 1970 wurde Çiğli an die türkische Luftwaffe übergeben.

## Aktuelle Nutzung
Heute wird die Izmir Air Base von der 425th Air Base Squadron betrieben, einer geografisch getrennten Einheit des 39th Air Base Wing mit Sitz in Incirlik (USAF 425th Air Base Squadron 2023). Die Basis unterstützt das NATO Allied Land Command (LANDCOM) Headquarters und weitere assoziierte Einheiten in Izmir. Die 425th Air Base Squadron übernimmt logistische, sicherheitsrelevante und administrative Aufgaben, darunter die Verwaltung des jährlichen $1-Million-Çiğli Air Base Loan Agreement zwischen den USA und der Türkei.
Die Basis spielt eine wichtige Rolle bei NATO-Übungen, wie etwa der multinationalen Militärübung EFES und unterstützt den Transport von Personal und Material. Zudem trägt sie zur Kooperation zwischen den beteiligten Staaten bei.